# Sticharion

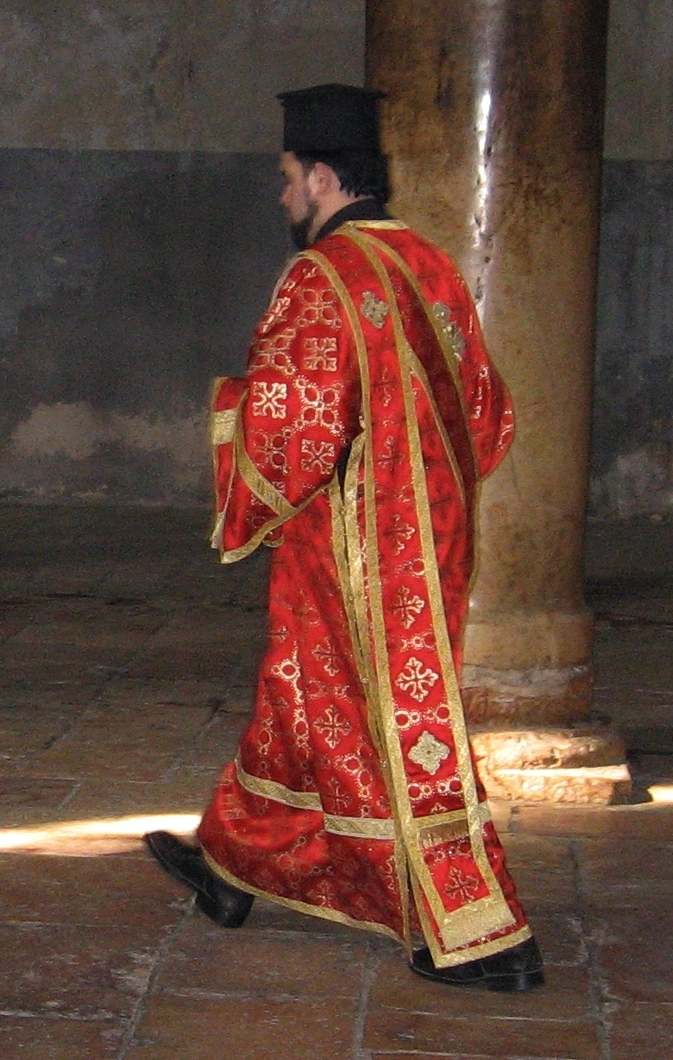
Griechisch-Orthodoxer Diakon in der Geburtskirche in Bethlehem, der ein Orarion über dem roten Sticharion trägt

Sticharion und Epitrachelion, russisch, vor 1700 (Livrustkammaren, Stockholm)

Das Sticharion (altgriechisch στιχάριον stichárion, russisch стихарь stichar′) ist ein liturgisches Gewand orthodoxer Kirchen sowie mit Rom unierter Ostkirchen. Als Untergewand von Priestern und Bischöfen entspricht es der westkirchlichen Albe; als Obergewand der Diakone eher der Dalmatik.

## Beschreibung
Das Sticharion ist ein kragenloses, bis zum Knöchel reichendes, nach unten weiter werdendes liturgisches Gewand aus weißem Leinen (es gibt allerdings keinen verbindlichen Farbkanon). Ein Diakon trägt das Sticharion als Obergewand, beim Priester oder Bischof ist das Sticharion durch weitere liturgische Kleidungsstücke größtenteils überdeckt. Der Schnitt ist unterschiedlich:
- Diakon: Das Sticharion wird ohne Gürtel getragen. Ärmel und Saum sind farbig eingefasst. Auf Brust, Rücken und Schultern sind Bänder aufgenäht. Auf dem Rücken ist oft ein Kreuz aufgestickt. Die Ärmel sind weiter und kürzer als beim Sticharion des Priesters.
- Priester und Bischof: Das Sticharion wird mit einem Zingulum gegürtet.[3] Die gerade geschnittenen Ärmel reichen bis zum Handgelenk. Sie sind im unteren Teil geschlitzt und werden mit einer Schnur gebunden.

Wird das Sticharion als Obergewand getragen, so ist es oft aus Brokatstoff gefertigt und reichlich verziert. Dies ist bei Lektoren, Subdiakonen und Diakonen der Fall. Tragen es hingegen Priester oder Bischöfe als Untergewand, so ist es meist aus einfacheren Stoffen gemacht und in weiß gehalten. Im Russischen Ritus tragen Bischöfe ein aufwändiger verziertes Sticharion als die Priester, welches podsakkosnik / подсаккосник, „Unter-Sakkos“, genannt wird.

## Geschichtliche Entwicklung
Das Sticharion hat sich aus der Alltagskleidung der Spätantike, der Tunica alba, entwickelt. Der Name ist von den Streifen (Clavi) abgeleitet, die als Schmuckelement aufgenäht wurden. Sie reichten bei der antiken Tunika vom oberen bis zum unteren Saum (vgl. altgriechisch στίχος stíchos „Reihe, Zeile, Streifen“). Bis zur mittelbyzantinischen Zeit war das Sticharion allerdings schlicht, ohne aufgenähte Schmuckelemente, und meist aus weißem Leinen, gelegentlich (in der Passionszeit) auch rot. Die antiken Clavi leben in der liturgischen Kleidung des byzantinischen Ritus weiter als Applikationen (potamoi, „Flüsse“) auf dem bischöflichen Sticharion. Seit dem 12. Jahrhundert waren sie ein Privileg der Bischöfe.
Die Entwicklung des Ärmelschnitts des priesterlichen Sticharion sollte ihm mehr Bewegungsfreiheit der Hände bei der Zelebration geben. Die Epimanikien, trapezförmige Textilien, die mit Bändern am Ärmel befestigt sind, verhindern, dass das liturgische Gewand die eucharistischen Gaben berührt. Sie gehörten ursprünglich zur Bischofstracht und seit dem 12./13. Jahrhundert zur priesterlichen Kleidung, noch später auch zur Kleidung der Diakone. Erstmals werden sie 1054 als Teil der liturgischen Kleidung des Patriarchen von Antiochia erwähnt.

## Anlegen des Sticharions (Byzantinischer Ritus)
Die Liturgen bereiten sich im byzantinischen Ritus auf die Liturgie vor, indem sie vor den Türen der Ikonostase beten, die Ikonen begrüßen, den Altarraum betreten, die liturgischen Gewänder anlegen und die Hände waschen. Die Bekleidung des Priesters geschieht gemäß der Göttlichen Liturgie in folgender Weise:
- Der Priester nimmt das Sticharion in die linke Hand, verneigt sich dreimal gen Osten und bezeichnet das Sticharion mit dem Kreuz.
- Er legt es an und spricht dabei: „Meine Seele soll jubeln im Herrn; denn er hat mich bekleidet mit dem Gewand des Heils und mit dem Mantel der Freude umhüllt; wie einem Bräutigam hat er mir die Krone aufgesetzt und wie eine Braut mich mit Schmuck geziert.“[8]
- Er nimmt das Epitrachelion, bezeichnet es mit dem Kreuz, küßt das Kreuz auf dem Epitrachelion und legt es an mit den Worten: „Gepriesen sei Gott, der seine Gnade über seine Priester ausgießt wie Salböl, das vom Kopf hinabfließt auf den Bart, auf Aarons Bart, das bis auf den Saum seines Gewandes hinabfließt.“[9]
- Er legt den Gürtel (altgriechisch ζώνη zṓnē) an: „Gepriesen sei Gott, der mich mit Kraft umgürtet und meinen Weg tadellos gemacht hat.“
- Er legt die Epimanikien an, zunächst auf der rechten Seite: „Deine Rechte, Herr, ist herrlich an Stärke; deine Rechte, Herr, zerschmettert den Feind. In der Fülle deiner Herrlichkeit wirfst du die Gegner zu Boden.“ Dann auf der linken Seite: „Deine Hände haben mich gemacht und geformt. Gib mir Einsicht, damit ich deine Gebote lerne.“[10] Mit den Epimanikien wird der Stoff des Sticharions über den Handgelenken gerafft.[1]

## Dem Sticharion ähnliche Gewänder in anderen Riten

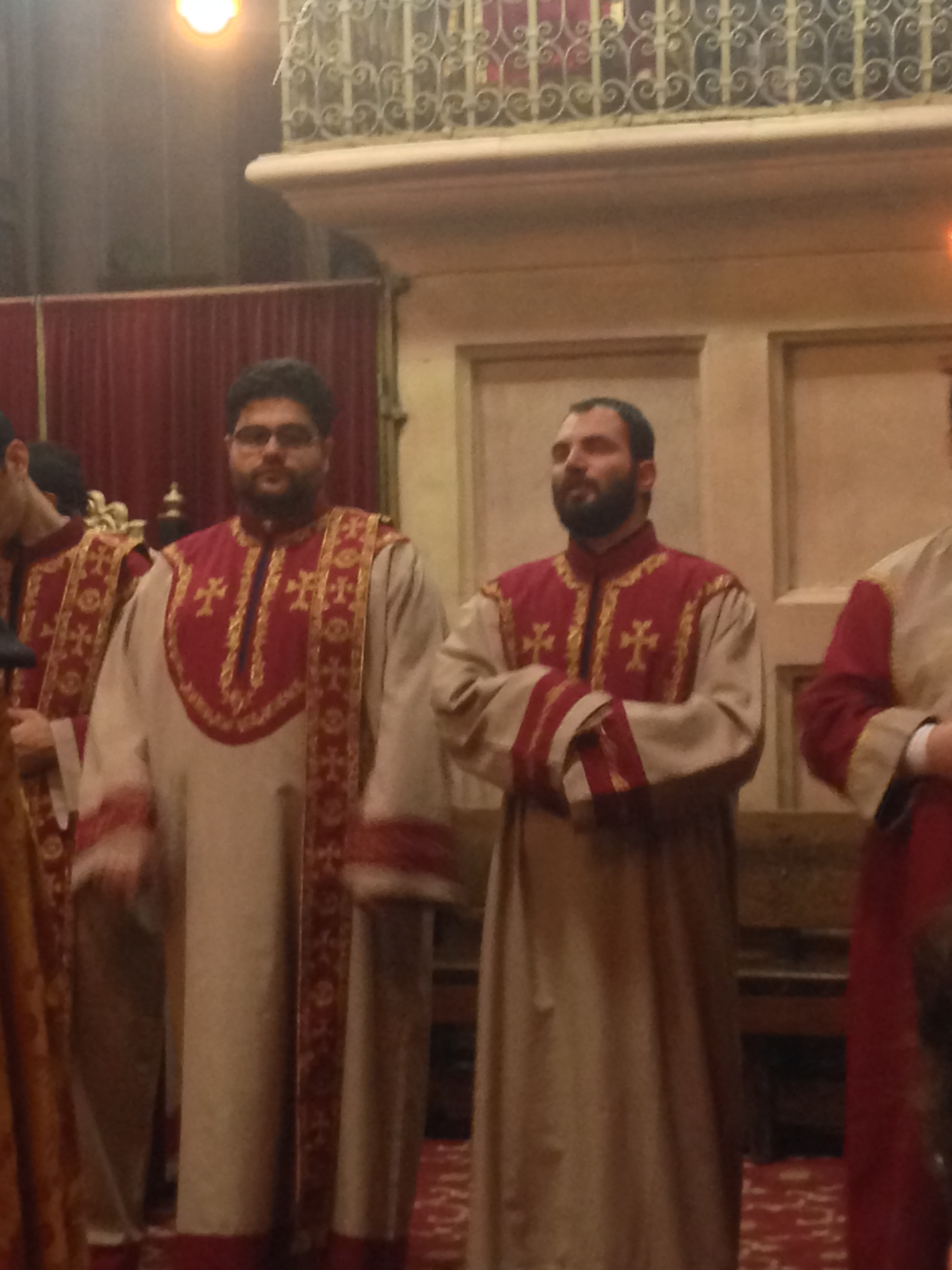
Armenische Kleriker in der Jerusalemer Grabeskirche

In der Armenischen Apostolischen Kirche bezeichnet պատմուճան patmučan ein langes Gewand zum Gürten; es handelt sich hierbei um ein Lehnwort aus dem Persischen.
In der Koptisch-orthodoxen Kirche bestanden in der Vergangenheit keine strikten Regeln bezüglich der Priesterkleidung. Die liturgische Grundkleidung ist heute eine weiße Tunika (koptisch ⲡⲟⲧⲏⲣⲓⲟⲛ potērion, vgl. altgriechisch ποδηρής podērḗs „bis auf die Füße reichend“), dazu werden das Epitrachelion und ein Chorrock getragen.
Die Äthiopisch-Orthodoxe Tewahedo-Kirche bezeichnet das liturgische Gewand als qamiṣ. Dieses Wort ist eine Entlehnung aus arabisch qamīṣ und geht über altgriechisch καμίσιον kamísion letztlich zurück auf lateinisch camisia.
Verschiedene syrischsprachige Kirchen (Assyrische Kirche des Ostens, Syrisch-Orthodoxe Kirche von Antiochien, Chaldäisch-katholische Kirche) bezeichnen das liturgische Grundgewand, die weiße Albe, mit einem griechischen Lehnwort als kottinâ (vgl. altgriechisch χιτώνιον chitṓnion „kleine Tunika“).